# Réczei Tamás
Réczei Tamás (Budapest, 1972. szeptember 10. –) magyar színházrendező, dramaturg, művészeti vezető, író, tanár.

## Életpályája
A Szent Margit Gimnáziumban érettségizett. 1993–1994 között a Budapesti Médiaintézetben tanult újságírást. 1994–1998 között a Budapesti Tanítóképző Főiskolán tanító szakos hallgatója volt. 1995–2000 között a Színház- és Filmművészeti Főiskola hallgatója színházrendező szakon, Babarczy László osztályában. 2000–2003 között az MTV-nél dolgozott író-rendezőként. 2003–2008 között a székesfehérvári Vörösmarty Színház tagja, mellette 2005–2008 között a győri eXínház művészeti vezetője. 2008-tól a kecskeméti Katona József Nemzeti Színház művészeti vezetője volt, 2016-tól a Kaposvári Egyetem Rippl-Rónai Művészeti Kar mesteroktatója és a Marosvásárhelyi Művészeti Egyetem doktori iskolájának hallgatója volt. 
2020-ban megjelent a Nagyon kell szeretniök című két kötetes munkája a Corvina Kiadónál. 2021. április 24-én a Theater Festival Honoring Václav Havel bemutatta Gettószerelem c. színművét New Yorkban. 2021 májusától a Firgun Zsidó Kulturális Alapítvány elnöke.

### Magánélete
Házas, felesége Török Katalin, marketingmenedzser, gyermekük Réczei Miron (2017).

## Főbb dramaturgiai és rendezői munkái
- Ingmar Bergman:Jelenetek egy házasságból[4] [5] – 2019. december
- Réczei Tamás: Mengele törpéi[6] (vizsgaelőadás-SZÍNTÁR) – 2018 március
- Festői szerelmek – Mednyánszky László, Rippl-Rónai József, Márffy Ödön, Munkácsy Mihály szerelme – 2017
- Szegedi Szabadtéri Játékok kisszínháza Hajnali részegség (író-rendező) – 2017. augusztus
- Öreök Szerelmek (felolvasószínházi sorozat – író-rendező) – 2016/17 Szabó Lőrinc – Korzáti Erzsébet – Mikes Klára József Attila – Kozmutza Flóra – Illyés Gyula Kosztolányi Dezső – Harmos Ilona – Radákovich Mária Móricz Zsigmond – Holics Janka – Simonyi Mária Ady Endre – Brüll Adél – Diósy Ödön Karinthy Frigyes-Böhm Aranka-Déry Tibor Cziffra György – Czifra Soileka
- Négyhangú opera (Rendező) – 2017/2018
- Kai Hensel: Klamm Háborúja (Rendező) – 2017/2018
- Bolero Vers-Tánc-Színház (Rendező) – 2016/2017
- Anton Pavlovics Csehov: Apátlanul (Platonov) (Dramaturg) – 2016/2017
- Réczei Tamás: Katona József, Avagy Légy A Pókok Között Fickándozik (Író) – 2016/2017
- Csokonai Vitéz Mihály: Dorottya (Rendező) – 2015/2016
- Georges Bizet – Rogyion Konsztantyinovics Scsedrin: Carmen (Dramaturg) – 2014/2015
- Tirso De Molina: Hol Szoknya, Hol Nadrág (Rendező) – 2014/2015
- Pjotr Iljics Csajkovszkij – Ernst Theodor Amadeus Hoffmann: A Diótörő (Dramaturg) – 2014/2015
- Osvaldo Golijov – Barta Dóra: Garcia Lorca Háza (Összeállította) – 2014/2015
- Réczei Tamás: Színházi Vándorok (Író) – 2014/2015
- Jules Verne: Cirkuszkocsival A Sarkvidéken (Rendező, Színpadi Változat) – 2014/2015
- Invízió (Konzultáns, Konzultáns) – 2013/2014
- Antonio Vivaldi – Max Richter: A Négy Évszak (Konzultáns) – 2013/2014
- Réczei Tamás: Szabadság Kórus (Rendező, Író) – 2013/2014
- Thomas Mann – Benjamin Britten: Halál Velencében (Rendező, Átdolgozó) – 2013/2014
- Jacques Offenbach: Hoffmann Meséi (Dramaturg, Dramaturg) – 2013/2014
- Réczei Tamás – Déry Tibor: Szerelem (Szövegkönyv, Rendező, Író) – 2013/2014
- Kosztolányi Dezső: Nero, A Véres Költő (Rendező, Szinpadra Alkalmazta) – 2012/2013
- Réczei Tamás: Vasárnapi Gyerekek (Író, Rendező) – 2012/2013
- Bartókodály (Dramaturg) – 2012/2013
- Barta Dóra: Oversharing (Dramaturg) – 2012/2013
- Kocsis L. Mihály – Cseke Péter: Újvilág Passió (A Rendező Munkatársa) – 2012/2013
- Kafka: A Per (Dramaturg) – 2011/2012
- Réczei Tamás: Amazonok (Érzelmes Zakatolás) (Rendező, Író) – 2011/2012
- Thomas Middleton – William Rowley: Átváltozások (Tomas) – 2011/2012
- Galambos Attila – Szemenyei János – Réczei Tamás: Winnetou (Rendező, Író) – 2011/2012
- Carlo Goldoni: Hebehurgya Hölgyek (Rendező) – 2010/2011
- Ganxsta Zolee – Pierrot – Darvasi László: Popeye (Rendező) – 2010/2011
- „Szívemben Bomba Van” (Rendező) – 2009/2010
- Titus Maccius Plautus: A Hetvenkedő… (Rendező, Rendező) – 2009/2010
- Dušan Kovačević: A Maratonfutók Tiszteletkört Futnak (Rendező) – 2009/2010
- Garaczi László: Plazma (Rendező) – 2009/2010
- Grimm Testvérek – Kacsóh Pongrác – Zalán Tibor: Csipkerózsika És A Fiú (Rendező) – 2009/2010
- Forgách András: Holdvilág És Utasa (Rendező) – 2008/2009
- Presser Gábor – Sztevanovity Dusán – Horváth Péter: A Padlás (Rendező) – 2008/2009
- Osvaldo Golijov – Barta Dóra: Garcia Lorca Háza (Konzultáns, Konzultáns) – 2008/2009
- Paul Portner: Hajmeresztő (Dramaturg) – 2008/2009
- Kurt Weill – Bertolt Brecht: Koldusopera (Dramaturg) – 2007/2008
- Gabriel García Márquez: Száz Év Magány (Rendező) – 2006/2007
- Wolfgang Amadeus Mozart – Lorenzo Da Ponte – Pierre Augustin Caron De Beaumarchais: Figaro Házassága (Rendező) – 2005/2006
- Terje Nordby: Jégszirom (Dramaturg) – 2005/2006
- Együtt A Banda (Dramaturg) – 2004/2005

## Külső hivatkozások
- Réczei Tamás Facebook oldala